# Подольный, Роман Григорьевич
Рома́н Григо́рьевич Подо́льный (16 октября 1933, Москва, СССР — 23 февраля 1990, там же) — советский журналист, популяризатор науки, писатель-фантаст.

## Биография
Отец Григорий Абрамович Подольный — шахматный тренер, руководитель Московского дома пионеров. Мать Мириам (Римма) Борисовна Бененсон — заведующая библиотечным фондом ЦПКиО имени Горького.
Окончил Московский государственный историко-архивный институт по специальности «этнография».
Первая публикация Подольного относится к 1956 году.
В 1962 году опубликовал свой первый научно-фантастический рассказ — «Мореплавание невозможно». В дальнейшем писал альтернативно-исторические, юмористические и социально-фантастические рассказы и повести, которые составили авторские сборники «Четверть гения» (1970) и «Лёгкая рука» (1990).
Написал также несколько десятков книг, посвящённых различным областям науки — от этнографии до теоретической физики. Опубликовал в журнале «Знание — сила» и в других научно-популярных периодических изданиях множество очерков и заметок.
Более двадцати лет возглавлял отдел науки журнала «Знание — сила», который в 1960—1970-е годы, во многом благодаря его энтузиазму, стал одним из «центров общения» российских фантастов. В самом журнале Подольный и его коллеги создали рубрики «Академия весёлых наук», где печатались различные фантастические розыгрыши, и «Комиссия по контактам», пытавшуюся с научных позиций разобрать всевозможные свидетельства о посещении Земли инопланетянами, о «следах» этих посещений, а также случаи всевозможных «экстрасенсорных способностей».
Похоронен на Покровском кладбище (4 уч.).

### Книги (фантастика)
- Подольный Р. Г. Четверть гения. — М. : Молодая гвардия, 1970.
- Подольный Р. Г. Лёгкая рука. — М. : Московский рабочий, 1990.

### Книги (научно-популярные)
- Подольный Р. Г. Невидимые творцы. — М. : Географгиз, 1963.
- Подольный Р. Г. По образу и подобию. — М. : Молодая гвардия, 1966.
- Подольный Р. Г. Предки и мы. — М. : Мысль, 1966.
- Подольный Р. Г. Про чувства. — М. : Детская литература, 1966.
- Подольный Р. Г. Связь времён. — М. : Мысль, 1969.
- Подольный Р. Г. Без обезьяны. — М. : Детская литература, 1972.
- Подольный Р. Г. Пути народов. — М. : Детская литература, 1975.
- Подольный Р. Г. Дети Земли. — М. : Мысль, 1977.
- Подольный Р. Г. Вокруг света в сорок тысяч лет. — М. : Молодая гвардия, 1977.
- Подольный Р. Г. Чем мир держится. — М. : Знание, 1978.
- Подольный Р. Г. Любовь к мудрости. — М. : Детская литература, 1982.
- Подольный Р. Г. Человечество открывает себя. — М. : Политиздат, 1982.
- Подольный Р. Г. Нечто по имени ничто. — М. : Знание, 1983.
- Подольный Р. Г. Создано человечеством / Р. Г. Подольный, Ю. В. Бромлей. — М. : Политиздат, 1984.
- Подольный Р. Г. Чертёж мироздания. — М. : Московский рабочий, 1987.
- Подольный Р. Г. Освоение времени. — М. : Политиздат, 1989.
- Подольный Р. Г. Человечество — это народы / Р. Г. Подольный, Ю. В. Бромлей. — М. : Мысль, 1990.
- Музей как лицо эпохи : сборник статей и интервью, опубликованных в научно-популярном журнале «Знание — сила» / сост. Игорь Харичев, Надежда Алексеева ; ред. Галина Бельская, Ольга Балла, Роман Подольный, Галина Башкирова. — М. : Знание — сила, 2017. — 10 с., [1] с. ил.

### Фантастические рассказы и повести
- Без подсказок (1990)
- Бессмысленный брак (1990)
- В нашем журнале — через 100 лет (1964)
- Восьмая горизонталь (повесть) (1971)
- Впервые (1962)
- Всего один укол (1969)
- Дальнейшему хранению не подлежит (1970)
- Единство цели (1964)
- Ешь своих (1970)
- Живое (1990)
- Закон сохранения (1980)
- Золото Ньютона (1990)
- Интервью (1980)
- Кибернетика запуталась (1962)
- Кому везёт (1990)
- Кто поверит? (1970)
- Лёгкая рука (1990)
- Ловкость рук (1990)
- Лучший из возможных миров (1990)
- Мамочка (1990)
- Месть (1990)
- Мореплавание невозможно (1962)
- Музей моды (1990)
- Начало одной дискуссии (1964)
- Нашествие (1970)
- Не надо разбрасываться… (1970)
- Необходимая случайность (1970)
- Непростительная ошибка (1970)
- Нет! (1990)
- Неудачный дебют (1970)
- Орёл и решка (1984)
- Печальная история (1990)
- Пионы (1979)
- Письмо (1990)
- Планета Правда (1990)
- Последний рассказ о телепатии (1976)
- Потомки делают выводы (1970)
- Потомки Орфея (1990)
- Пределы фантазии (1964)
- Приезжайте в Куртеневку (1990)
- Пришельцы (1990)
- Прыжок в высоту (1990)
- Путешествие в Англию (1964)
- Река Галис (1990)
- Розыгрыш (1990)
- Рыбак рыбака (1990)
- Сага про Митю (1973)
- Самое страшное (1970)
- Сердце Эсвада (1964)
- Скрипка для Эйнштейна (1980)
- Слава (1990)
- След Остапов (1990)
- Согласен быть вторым (1973)
- Сообщающийся сосуд (1990)
- Тем хуже для фактов (1970)
- Только один укол (1990)
- Только связи! (1970)
- Тысяча жизней (1990)
- Умение ждать (1968)
- Хорошо, что не доживу… (1990)
- Цель и средства (1970)
- Четверть гения (повесть) (1970)
- Читатель (1990)

### Критика и публицистика
- Есть ли у вас «феномен пси»? (1963)
- Невидимка… как им стать? (1967)
- Писатель с тысячью лиц (1968)
- Пророчество или предвидение? (1973)
- Разведка мыслью и чувством (1984)
- Фантастическая этнография и этнографическая фантастика (1972)